# صهريج حاجي نظام

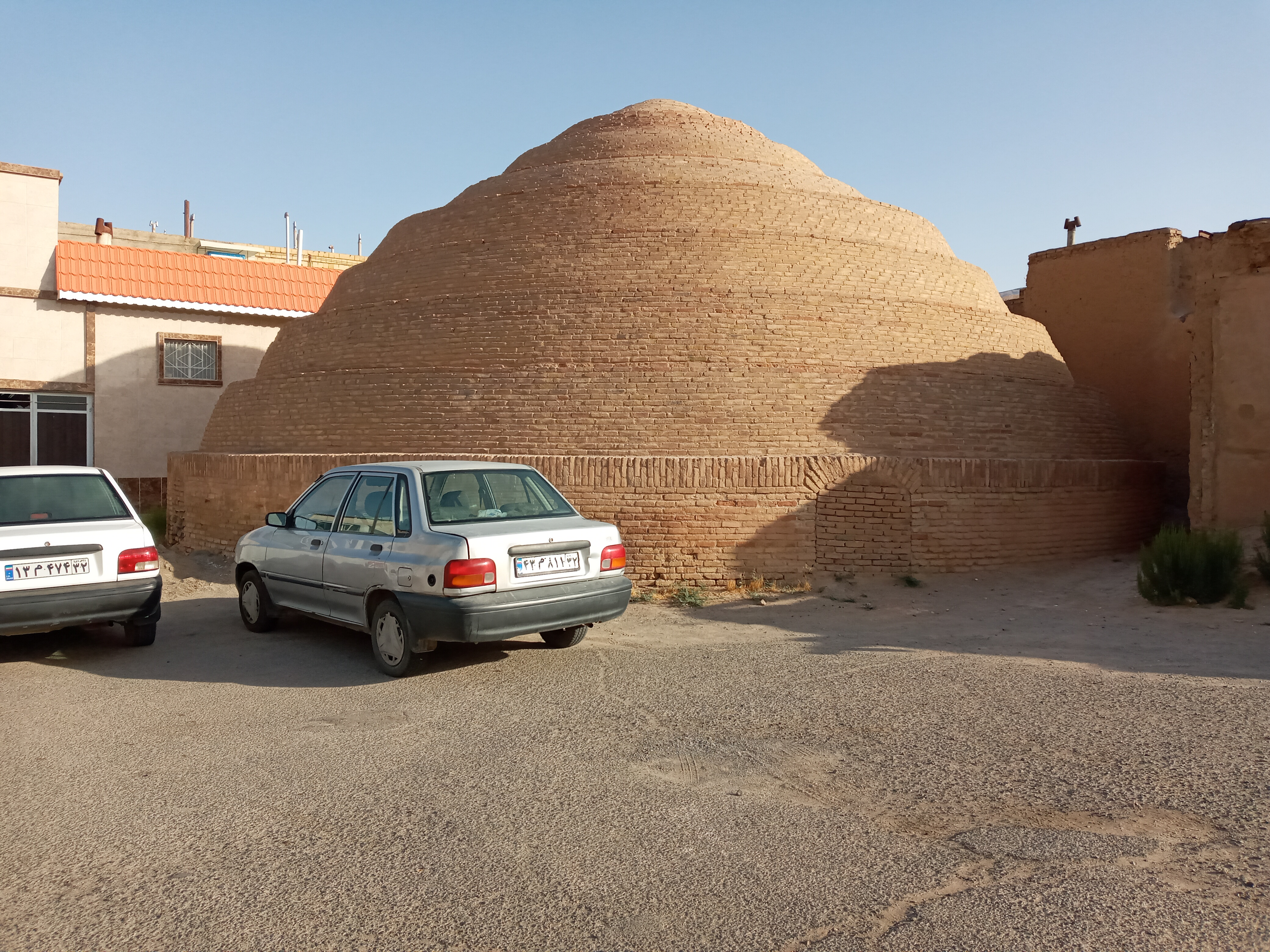
صهريج حاجي نظام

صهريج حاجي نظام هو أحد الأبنية التاريخية ويقع في محافظة خراسان الرضوية فی مدينة كاشمر. يرتبط الصهریج بالفترة القاجارية.